# Тамара Чіпеш
Тама́ра Чі́пеш (угор. Csipes Tamara) — угорська спортсменка-веслувальниця, що спеціалізується на спринті. Дочка Ференца Чіпеша.
На Олімпіаді 2016 у Ріо-де-Жанейро Чіпеш взяла участь у перегонах байдарок-четвірок на 500 м, у складі угорської команди, куди окрім неї також входили Габріела Сабо, Данута Козак і Крістіна Фазекаш. Угорські веслувальниці виграли золоті медалі.

## Виступи на Олімпіадах
| Олімпіада           | Дисципліна                    | Місце |
| ------------------- | ----------------------------- | ----- |
| Ріо-де-Жанейро 2016 | байдарка-четвірка, 500 метрів | 1     |
| Токіо 2020          | байдарка-одиночка, 500 метрів | 2     |
| Токіо 2020          | байдарка-двійка, 500 метрів   | 4     |
| Токіо 2020          | байдарка-четвірка, 500 метрів | 1     |
| Париж 2024          | байдарка-одиночка, 500 метрів | 2     |
| Париж 2024          | байдарка-двійка, 500 метрів   | 2     |
| Париж 2024          | байдарка-четвірка, 500 метрів | 3     |

## Зовнішні посилання
- Тамара Чіпеш на сайті International Canoe Federation (англійська)
- Тамара Чіпеш на сайті Olympics.com (англійська)
- Тамара Чіпеш на сайті Olympedia (англійська)
- Тамара Чіпеш на сайті Hungarian Olympic Committee (угорська)